# Air Inuit

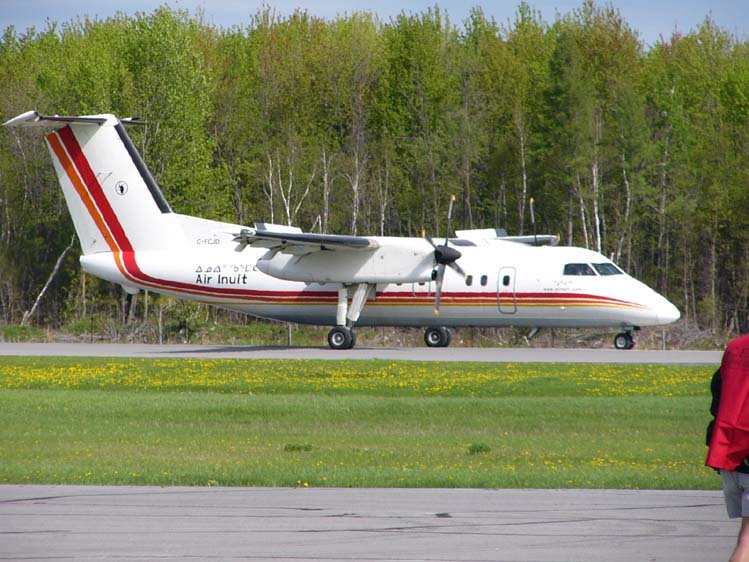
DeHavilland DHC-8-102 авіакомпанії Air Inuit в Аеропорту Корнуелл (Онтаріо). Травень 2005 року

Air Inuit Ltd, діюча як Air Inuit, — канадська авіакомпанія виконує регулярні та чартерні пасажирські та вантажні авіаперевезення в основному між населеними пунктами північної частини провінції Квебек. Штаб-квартира перевізника знаходиться в місті Дорваль, портом приписки і головним транзитним вузлом компанії є Аеропорт Кууджуак.

## Історія
Авіакомпанія Air Inuit була заснована в 1978 році і почала свою роботу з одного повітряного судна De Havilland Canada DHC-2 Beaver. В даний час Air Inuit перебуває в колективній власності корінного народу Нунавіка інуїтів. Підпорядкована керуючої компанії Makivik Corporation.

## Маршрутна мережа
За станом на листопад 2006 Air Inuit виконувала регулярні рейси в такі аеропорти:
- Ньюфаундленд і Лабрадор
  - Вабуш — Аеропорт Вабуш

- Нунавут
  - Санікілуак — Аеропорт Санікілуак

- Квебек
  - Екалівік — Аеропорт Екалівік
  - Опалак — Аеропорт Опалак
  - Інукжуак — Аеропорт Інкжак
  - Івадживік — Аеропорт Івадживік
  - Канджиксуаладжджуак — Аеропорт Канджиксуаладжджуак Джорджс-Рівер
  - Кангіксужуак — Аеропорт Кангіксужуак
  - Кангірсук — Аеропорт Кангірсук
  - Кууджуак — Аеропорт Кууджуак
  - Кууджджуарапік — Аеропорт Кууджджуарапік
  - Редіссон — Аеропорт Ла-Гранд-Рів'єра
  - Монреаль — Міжнародний аеропорт імені П'єра Еліота Трюдо
  - Павірнітак — Аеропорт Павірнітак
  - Коктак — Аеропорт Коктак
  - Квебек — Міжнародний аеропорт Жана Лесажа
  - Соллуїт — Аеропорт Соллуїт
  - Шеффервіль — Аеропорт Шеффервіль
  - Сет-Іль — Аеропорт Сет-Іль
  - Уміуяк — Аеропорт Уміуяк

Компанія виконує чартерні рейси по всім напрямкам в Канаді, а також у прикордонні аеропорти Сполучених Штатів.

## Флот
Станом на вересень 2008 року повітряний флот авіакомпанії Air Inuit складали наступні літаки:

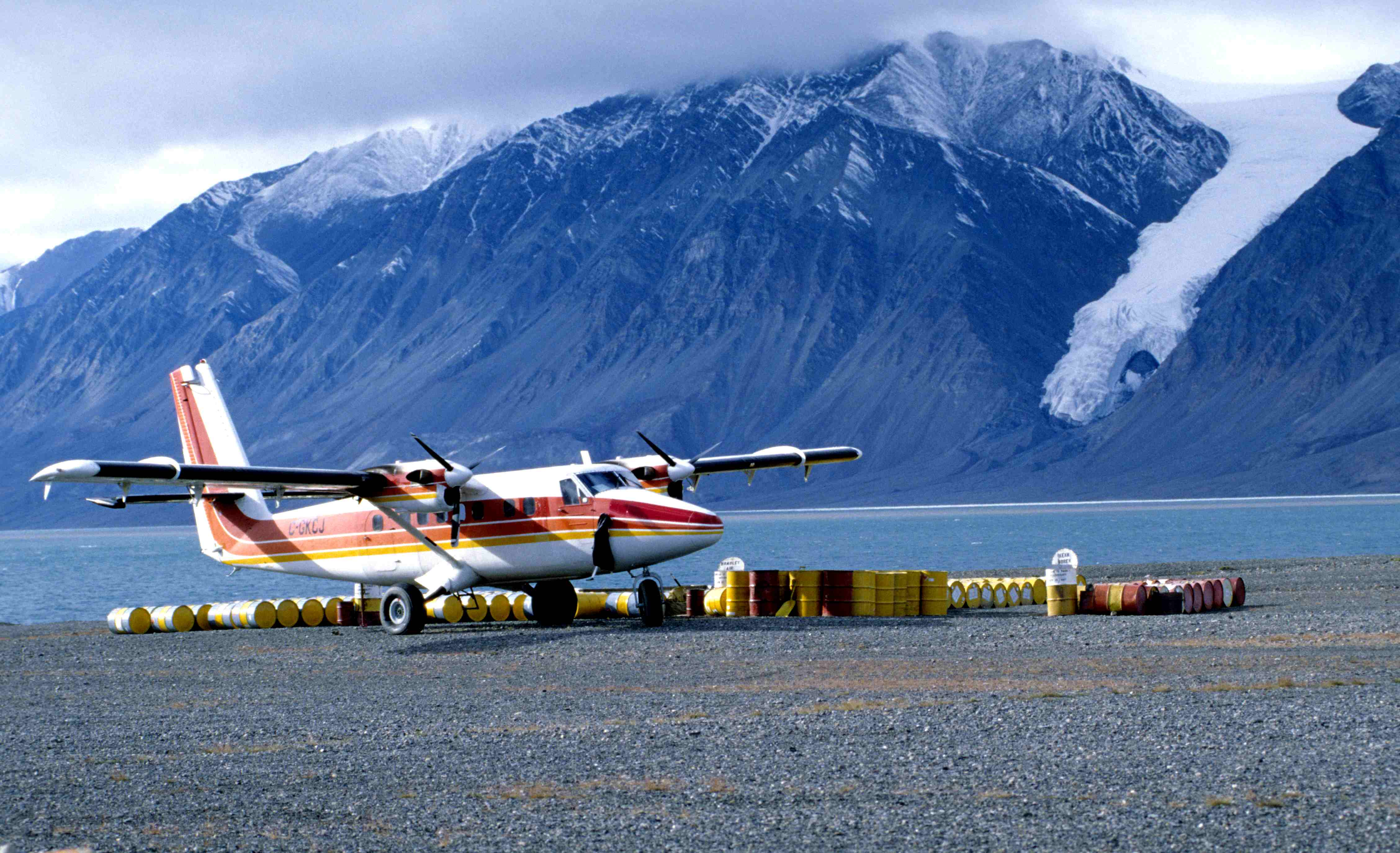
De Havilland Canada DHC-6 «Twin Otter» (C-GKCJ) у Фіорд-Танкуэри, Національний парк Куттінірпаак (Нунавут)

У парку авіакомпанії Air Inuit також знаходиться вертоліт Eurocopter Ecureuil (Aerospatiale ASTAR 350).